# Poul Henningsen

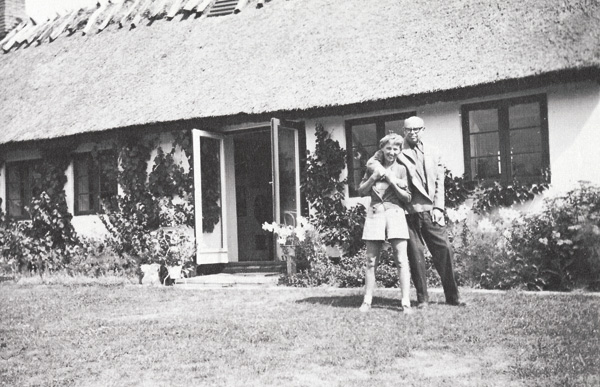
Poul och Inger Henningsen framför sitt fritidshus.

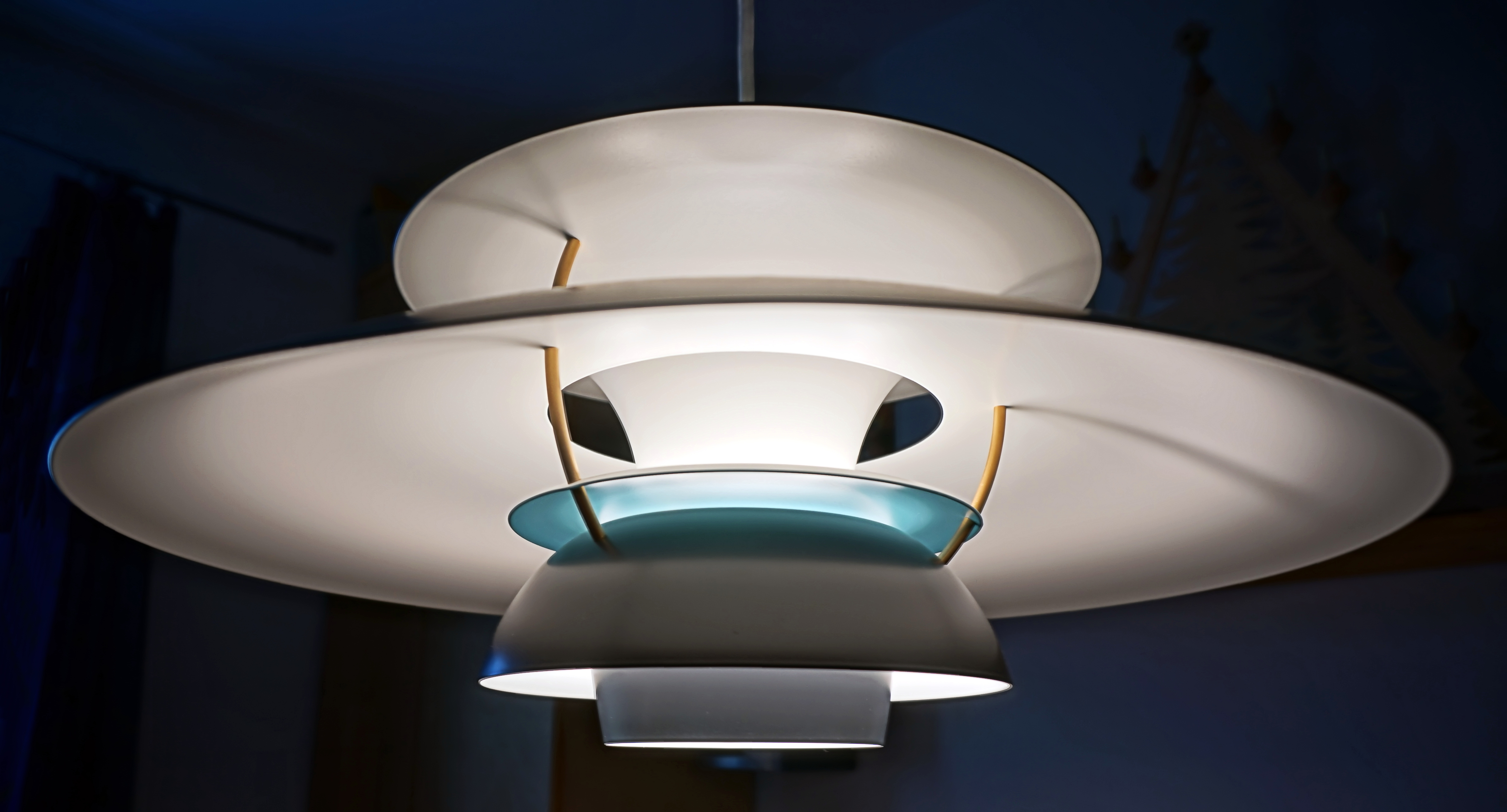
Bländfrihet i en PH5-lampa.

Poul Henningsen (PH), född 9 september 1894 i Ordrup, död 31 januari 1967 i Hillerød, var en dansk författare, arkitekt, formgivare och revyförfattare. Henningsen hade tre svenska patent på det belysningstekniska området.

## Liv och verk
Poul Henningsen var son till författaren Agnes Henningsen, som vid tiden för hans födelse var gift med rektorn i latinskolan i Ordrup Mads Henningsen. Hans biologiske far var författaren Carl Ewald. Han var halvbror till författaren Jesper Ewald och blev senare styvson till författaren Simon Koch. Han utbildade sig till murare efter realexamen 1910, vid Det tekniske Selskabs Skole 1911−1917 och under tre terminer (1914) på Polyteknisk Læreanstalt. Parallellt med skolstudierna studerade han måleri hos den fynske målaren Johannes Larsen. 
Poul Henningsen började arbeta som arkitekt år 1917. År 1918 var han även kulturskribent vid tidskrifterna Vor Tid och Klingen. Från år 1963 var han medlem av Danska akademien. Han har även formgivit lampor och möbler. Speciellt känd är han för sina belysningsarmaturer som benämns PH-lampor. År 1924 kom han i kontakt med företaget Louis Poulsen som sedermera producerade och saluförde hans armaturer.
Åren 1926−1928 redigerade Poul Henningsen vänstertidskriften Kritisk Revy. Vid samma tid började han skriva revytexter som förespråkade ett enkelt levnadssätt och sexuell vidsynthet. Han använde också sina revytexter vänsterpolitiskt i de så kallade PH-revyerna 1929−1932. År 1933 skrev han boken Hvad med Kulturen?, en kritisk bok riktad mot en tillbakablickande dansk kulturtradition. Han betraktades under denna period stå nära kommunismen och var aktiv i Frisindet Kulturkamp. Efter andra världskriget tog han avstånd från kommunismen.
Han stod bakom Danmarksfilmen (ursprungligt namn: Danmark) från 1935, en dokumentärfilm som framställde det samtida Danmark på ett lätt respektlöst sätt. Den möttes av negativ kritik, men ansågs senare vara en klassiker i den danska dokumentärfilmsbranschen. Under 1940-talet var Henningsen redaktör för danska ljustidskriften LP-nytt i vilken han förde het debatt mot lysrörens utbredning med sin kollega Ivar Folcker som var redaktör för svenska tidskriften Ljuskultur.
Poul Henningsen var tidigt öppet kritisk mot fascism och nazism. Under den tyska ockupationen av Danmark tonade han ned kritiken, men flydde till Sverige över Öresund 1943.
Han var 1919−1942 gift med Else Strøyberg (1896−1982) och från 1943 med Inger Andersen (1904−1996). I sitt första äktenskap fick han sonen Simon P. Henningsen (1920−1974), som senare tog över faderns arkitektarbete beträffande Tivoli i Köpenhamn. Han var också far till psykologen Sten Hegeler.
PH-lampan har inkluderats i Danmarks kulturkanon.

## Patent
1. Reflexionsanordning för indirekt belysning (1926) registrerat av armaturtillverkaren Louis Poulsen,[19]
2. Anordning vid för flerskärmsarmatur avsedd skärmhållare (1929) registrerat av armaturtillverkaren Louis Poulsen,[20]
3. Sätt att framställa flerskärmsarmaturer (1935) registrerat av armaturtillverkaren Louis Poulsen,[21]

## Byggnadsverk i urval
- Henne Mølle Å Badehotel, 1935

## Fotogalleri

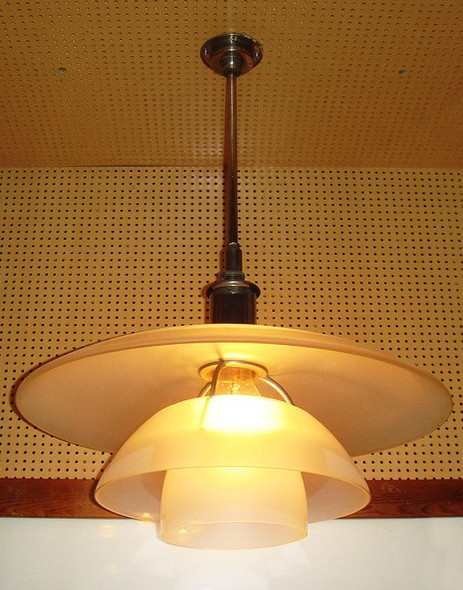
PH-lampa i glas
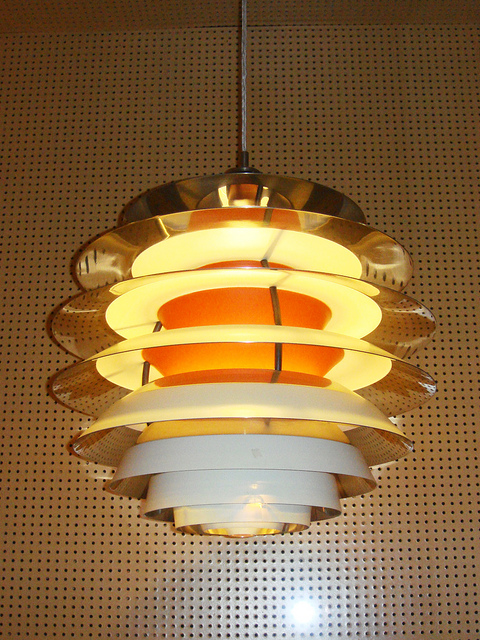
Kontrastlampan
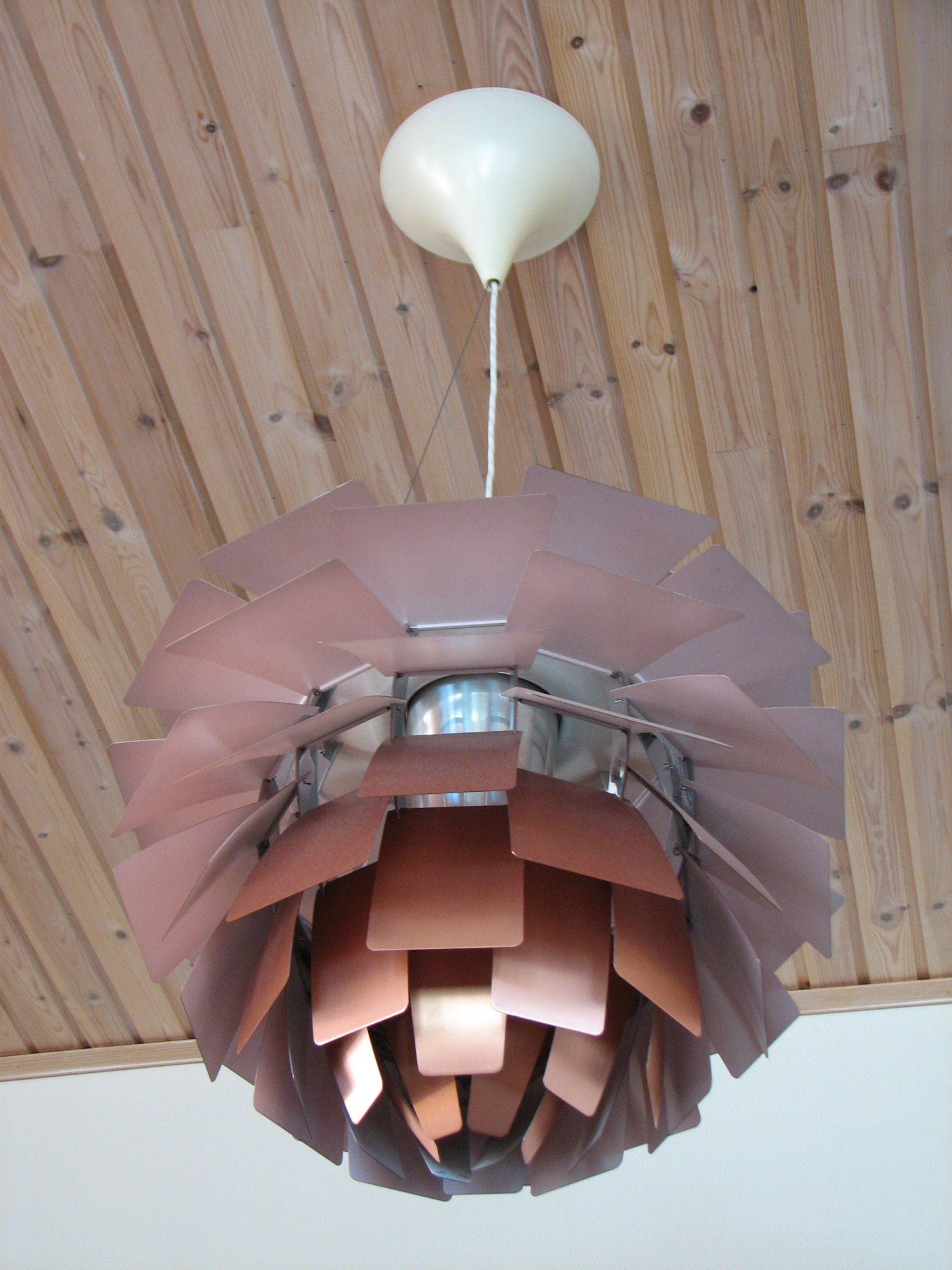
Kotten 1958
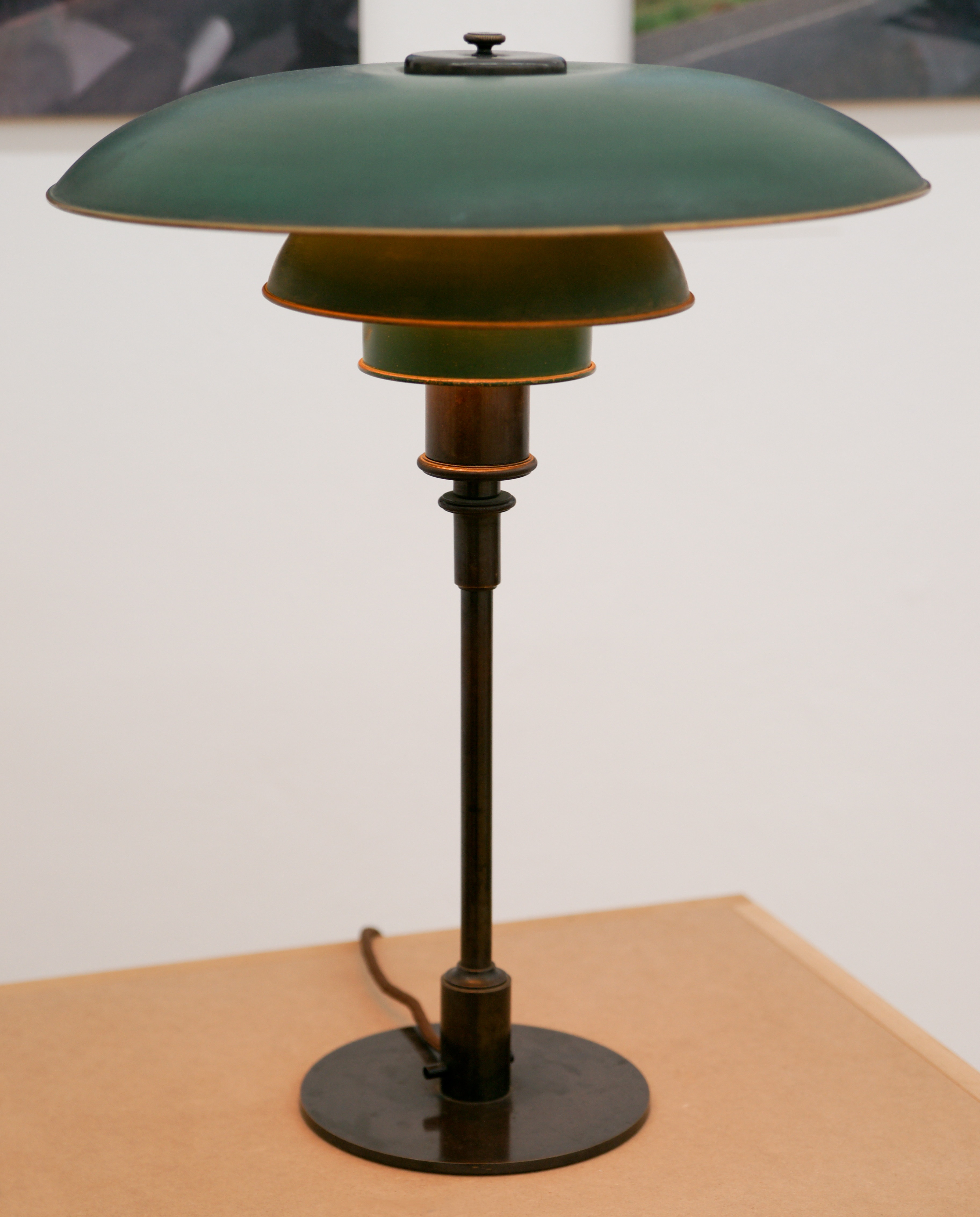
PH-lampa från 1941
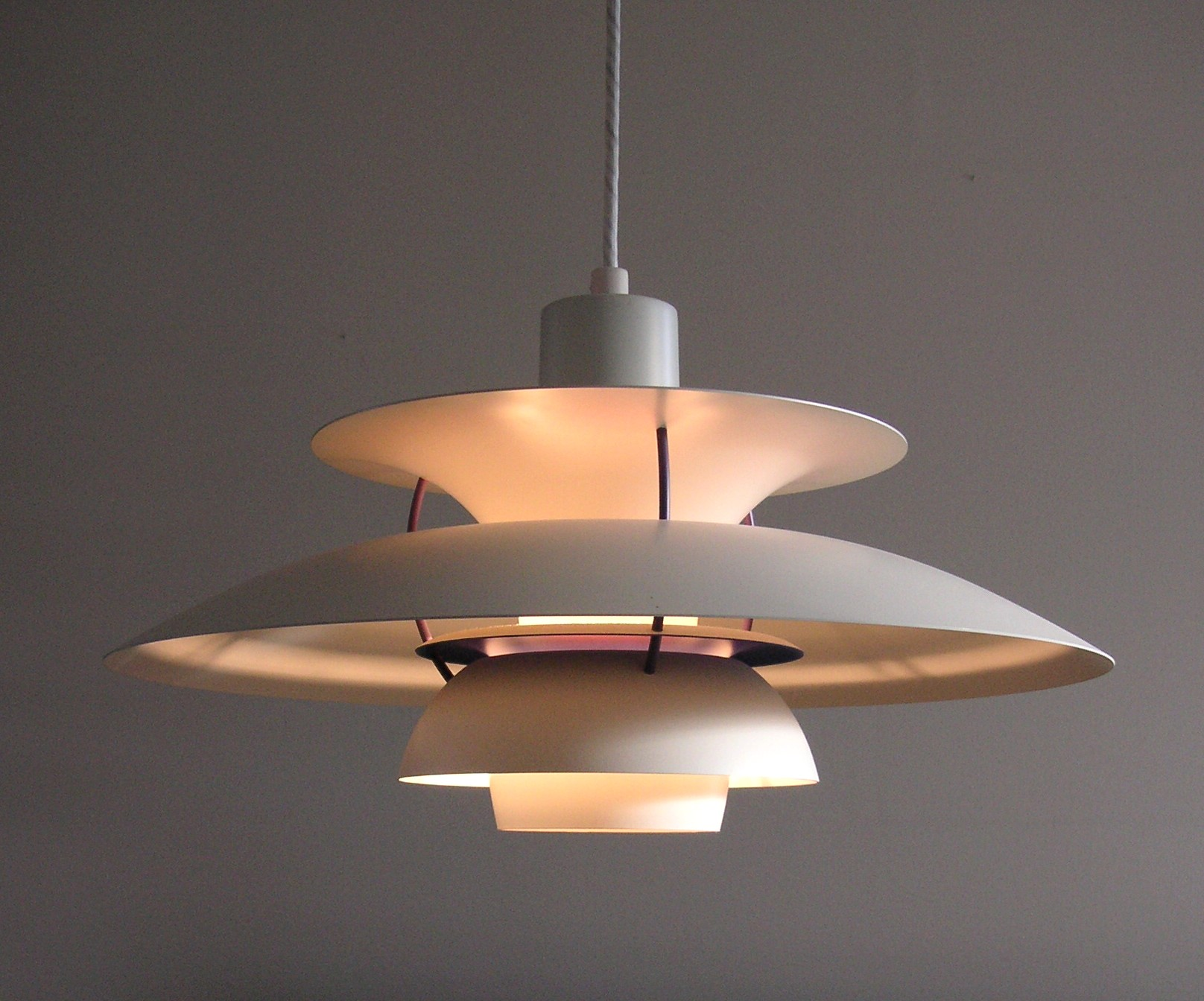
PH 5-lampan från 1958
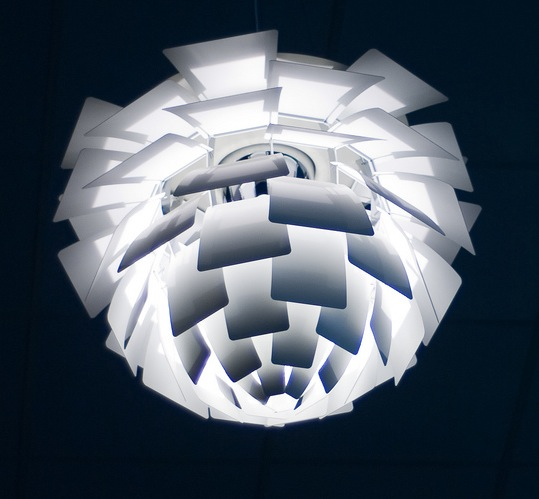
Kotten i vitt utförande